# Kenzo Suzuki (catch)
Pour les articles homonymes, voir Kenzo Suzuki et Suzuki (homonymie).
Kenzo Suzuki (鈴木 健三, Suzuki Kenzō) (né le 25 juillet 1974 à Hekinan), est un catcheur (lutteur professionnel) japonais, connu pour son travail au sein de la New Japan Pro Wrestling, All Japan Pro Wrestling (AJPW) et à la World Wrestling Entertainment (WWE).
Il a remporté le championnat par équipe de la WWE et le championnat du monde par équipe AJPW.

## Carrière de catcheur

### New Japan Pro Wrestling (2000–2003)
Suzuki intègre le dojo de la New Japan Pro Wrestling où il s'entraîne auprès de Seiji Sakaguchi et Kensuke Sasaki. Il perd son premier match le 4 janvier 2000 au cours de Wrestling World face à Manabu Nakanishi. La New Japan le met sur le devant de la scène au printemps au cours de la Young Lion Cup où il remporte quatre de ses cinq matchs de la phase de groupe avant de remporter le tournoi après sa victoire sur Shinya Makabe.
Le 6 mars 2002, il remporte à nouveau la Young Lion Cup (qui cette année change de format pour un tournoi à élimination directe) où il élimine Katsuyori Shibata puis bat Hiroshi Tanahashi en finale. 

### Fighting of World Japan Pro Wrestling (2003)
En 2003, il rejoint la Fighting of World Japan Pro Wrestling (WJ) qui vient d'être créé où le 1er mars 2003 au cours de MAGMA01 il perd face à Takao Omori. Le 18 juin, il part aux États-Unis à la Total Nonstop Action Wrestling où il affronte Perry Saturn, ce match se termine sans vainqueur après l'attaque de Justin Credible sur Saturn. Le 20 juillet, il participe au tournoi WJ Strongest Tournament pour désigner le premier champion poids-lourds World Magma the Greatest (WMG) où il atteint la finale en éliminant Dan Bobish puis Takao Omori mais échoue face à Kensuke Sasaki. Le 21 août, il tente avec Omori de remporter le tournoi pour désigner les premiers champion par équipe WMG mais ils échouent en demi-finale face à Genichiro Tenryu et Riki Chōshū 

### World Wrestling Entertainment (2003–2005)
Le 20 octobre 2003, Suzuki effectue un match non retransmis à la télévision avant l'enregistrement de Sunday Night Heat où il bat Chad Wicks.
En janvier 2004, lui et sa femme Hiroko signent un contrat avec la World Wrestling Entertainment (WWE). En mai, la WWE diffuse durant ses émissions des vignettes présentant Suzuki sous le nom d'Hirohito où il incarne un anti-américain,. La WWE annule cependant cela et Suzuki débute à la télévision le 10 juin où il domine rapidement Scotty Too Hotty. 

### All Japan Pro Wrestling (2010–présent)

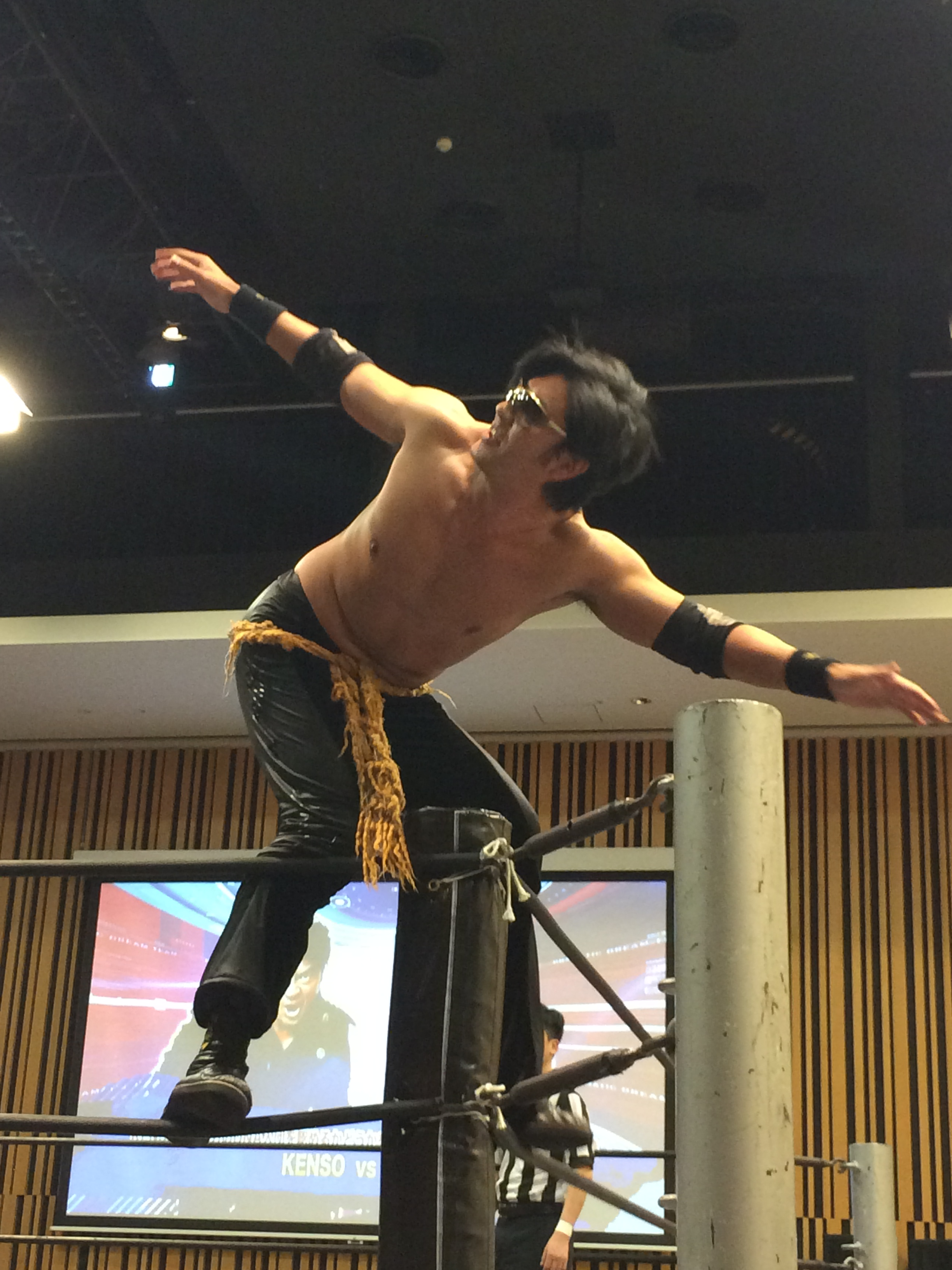
Kenso en Avril 2016

Il participe ensuite en compagnie de Kōno au tournoi World's Strongest Tag Determination League 2010 qu'ils remportent en battant Suwama et Ryota Hama en finale. Le 3 janvier 2011, ils perdent contre Taiyo Kea et Akebono et ne remportent pas le championnat du monde par équipe AJPW. Le 19 juin 2011, lui et The Great Muta battent Akebono et Ryota Hama est remportent les AJPW World Tag Team Championship,. Le 23 octobre, ils perdent leur titres contre Dark Cuervo et Dark Ozz. Le 14 décembre 2014, il bat Kotarō Suzuki et remporte le Gaora TV Championship. Le 4 juin 2015, il perd le titre contre Sushi.

## Palmarès
- All Japan Pro Wrestling
  - 1 fois Gaora TV Championship
  - 1 fois AJPW World Tag Team Championship avec The Great Muta
  - World's Strongest Tag Team League (2010) avec Kōno

- Dramatic Dream Team
  - 1 fois KO-D Six Man Tag Team Championship avec Danshoku Dino et Super Sasadango Machine[19]
  - 1 fois DDT King of Dark Championship[20]

- New Japan Pro Wrestling
  - Young Lion Cup (2000, 2002)
- World Wrestling Entertainment
  - 1 fois WWE Tag Team Championship avec René Duprée

## Récompenses des magazines
- Pro Wrestling Illustrated

| Année | 2004 | 2005 | 2006 | 2007       | 2008 | 2009       | 2010 | 2011       | 2012 | 2013 à 2014 |
| ----- | ---- | ---- | ---- | ---------- | ---- | ---------- | ---- | ---------- | ---- | ----------- |
| Rang  | 110  | 133  | 190  | Non classé | 233  | Non classé | 392  | Non classé | 344  | Non classé  |
| Année | 2015 |      |      |            |      |            |      |            |      |             |
| Rang  | 326  |      |      |            |      |            |      |            |      |             |

- Tokyo Sports
  - Rookie of the Year (2000)